# Tádzsikisztán történelme

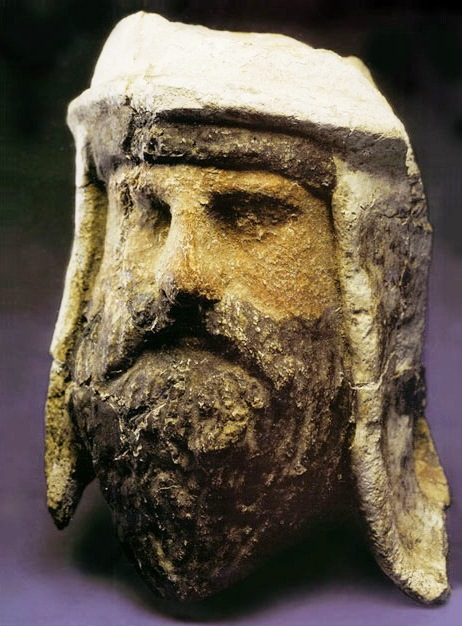
Festett agyagszobor az ókorból.

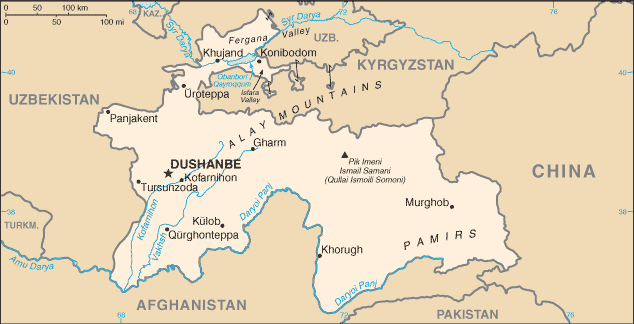
Tádzsikisztán térképe

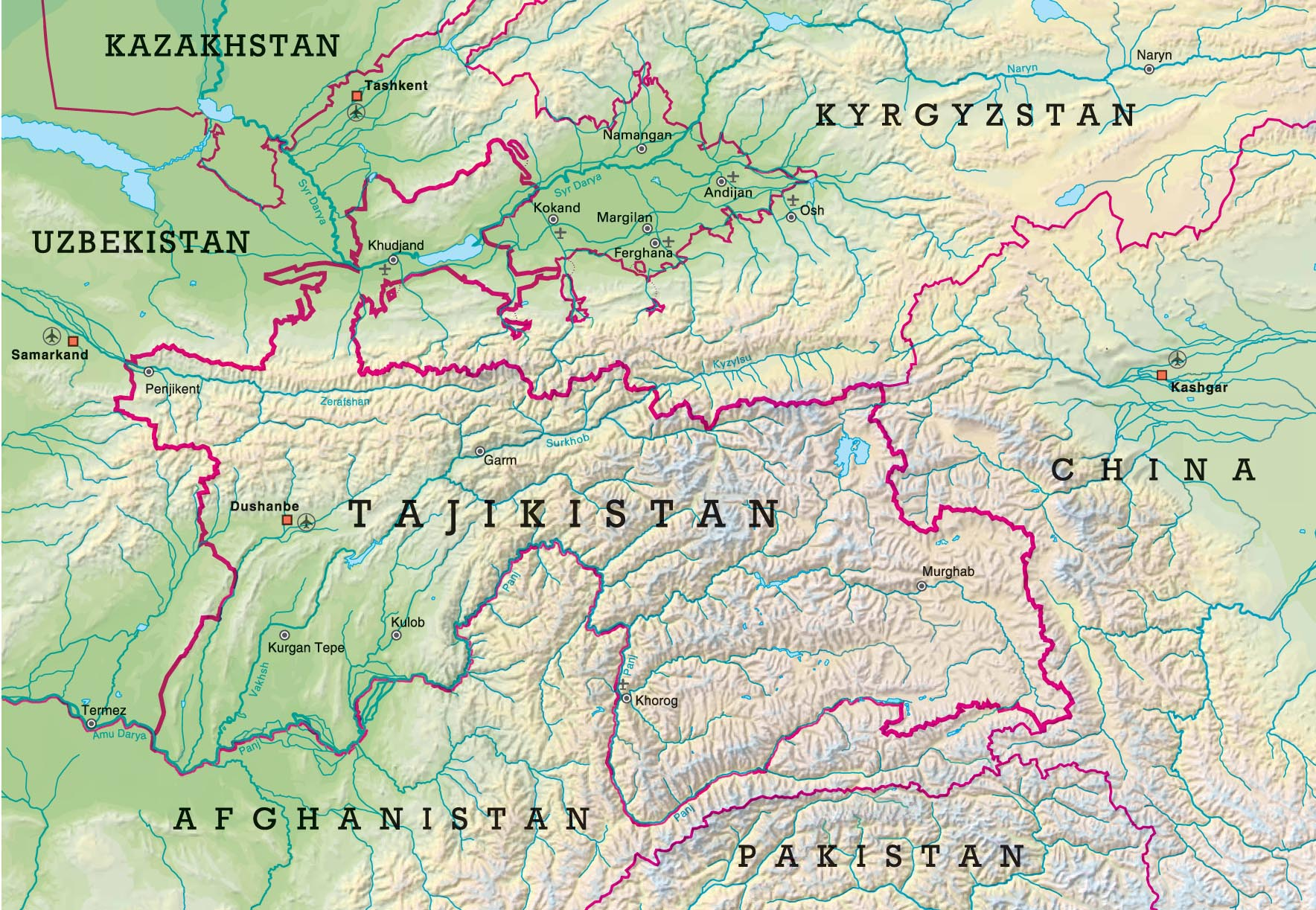
Tádzsikisztán térképe

Tádzsikisztán bizonyítható történelme a Samanid Birodalommal  (875–999) kezdődik. Az oroszok az 1860-as években foglalták el Tádzsikisztánt. Miután Basmachiban lázadás tört ki, az oroszok kivonultak az országból. Három év múlva azonban ismét bevonultak. 1924-ben Autonóm Tádzsik köztársaság lett a tartomány neve. 1929-ben Tádzsik Szovjet Szocialista Köztársaság lett a tartomány neve. Az ország 1991-ben kiáltotta ki függetlenségét.
Nem sokkal később polgárháború tört ki az országban. A békemegállapodást 1997-ben írták alá.

## Ókor (i.e. 600 – 651)

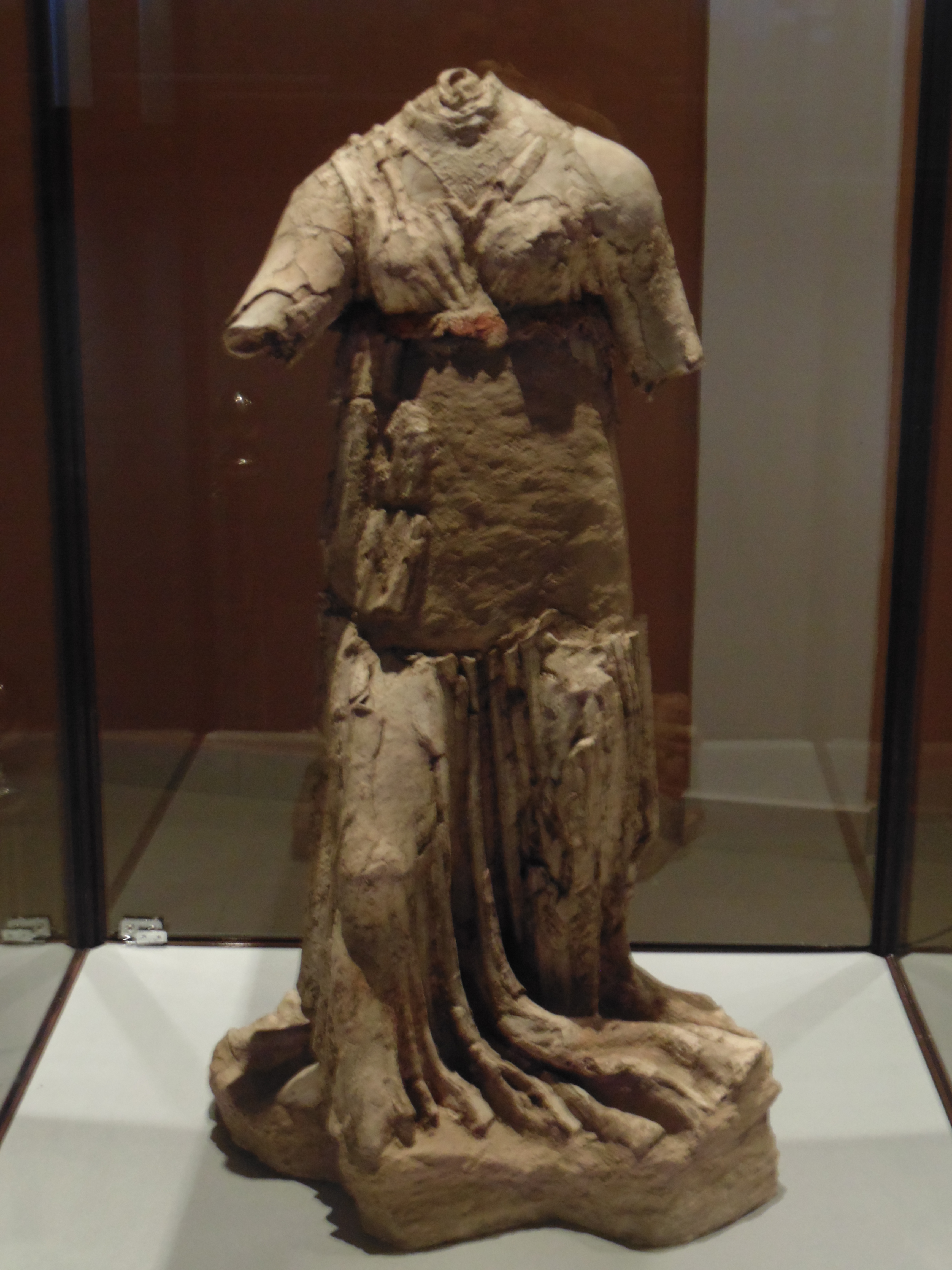
Női szobor (600 körül)

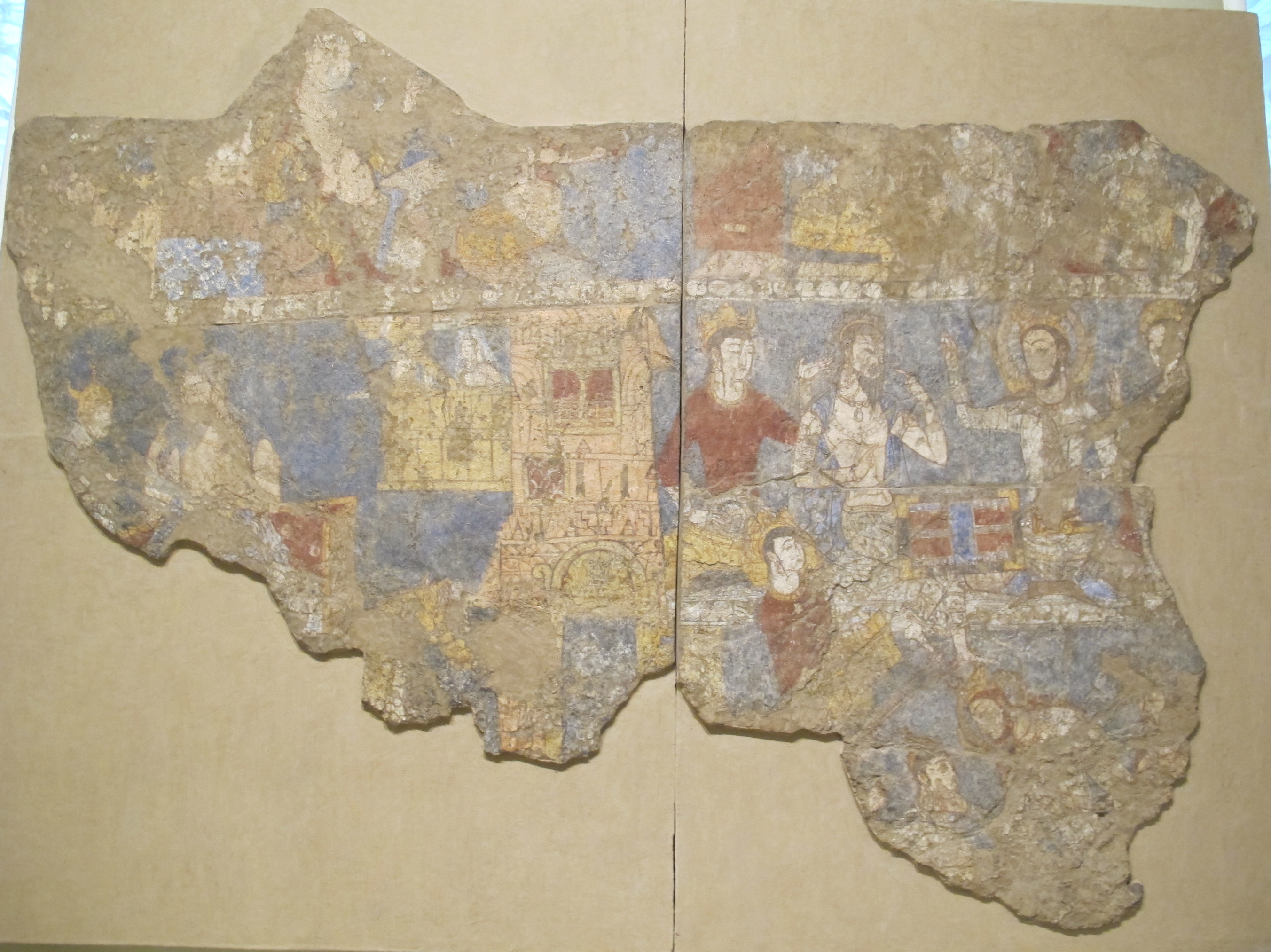
Egy Sogdian falfestmény az iszlám előtti időkböl.

Tádzsikisztán része a Bactria-Margiana régészeti komplexumnak, a bronzkorban a Proto-Indo-Iráni, vagy Proto-Iráni kultúra része volt. Tádzsikisztán része volt Szkíták birodalmának is a Klasszikus Ókorban.
Tádzsikisztán ezek után a Kambodzsa királyságok része volt. Habár a birodalom központja a mai Bangladesben volt, hatalmát a VII. Században Közép-Ázsiára is kiterjesztette. Ebből a korszakból csak egyetlenegy írásos említés maradt, a Mahabharata. Kimutatták, hogy a modern Ghalcha nyelvjárások, amik a mai Tádzsikisztánban találhatóak meg, az egykori Kambodzsa Királyság területén is elterjedtek. Ez újabb bizonyíték a Kambodzsai Királyság Tádzsikisztáni hódítására. Kis idővel később a Daradai Királyság is magáénak követeli Tádzsikisztánt, erre Kambodzsa háborúval válaszol. Ez a háború Darada vesztét okozta. Kambodzsa királysága egészen Kr. e. 530-ig állt fenn. Az Óperzsa Birodalom ekkor hódította meg Tádzsikisztánt. Az új tartomány neve Baktria lett.

### Achaemenida Időszak (i.e. 550 körül – 329)

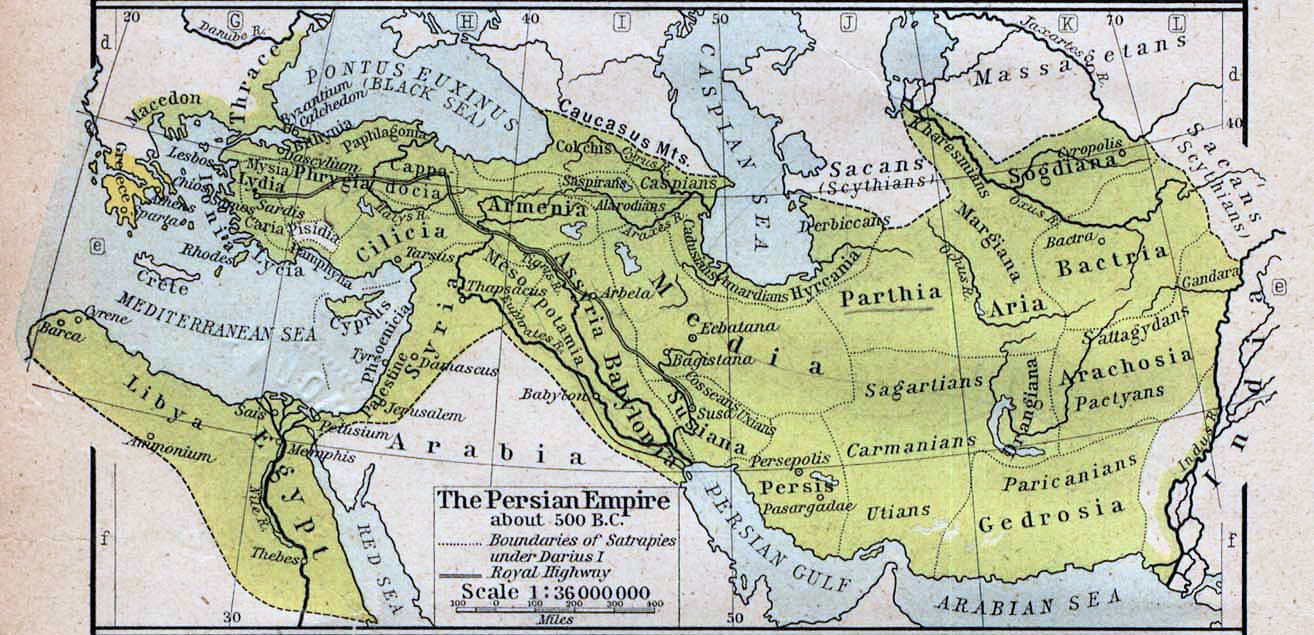
Az Achaemenida birodalom 500 körül

Közben a Achaemenida időszak, Szogdia, Baktria része volt a Perzsa Birodalomnak. Baktria tartomány a birodalom egyik legfontosabb része.

### Hellenisztikus Időszak (i.e. 329 – 90 körül)

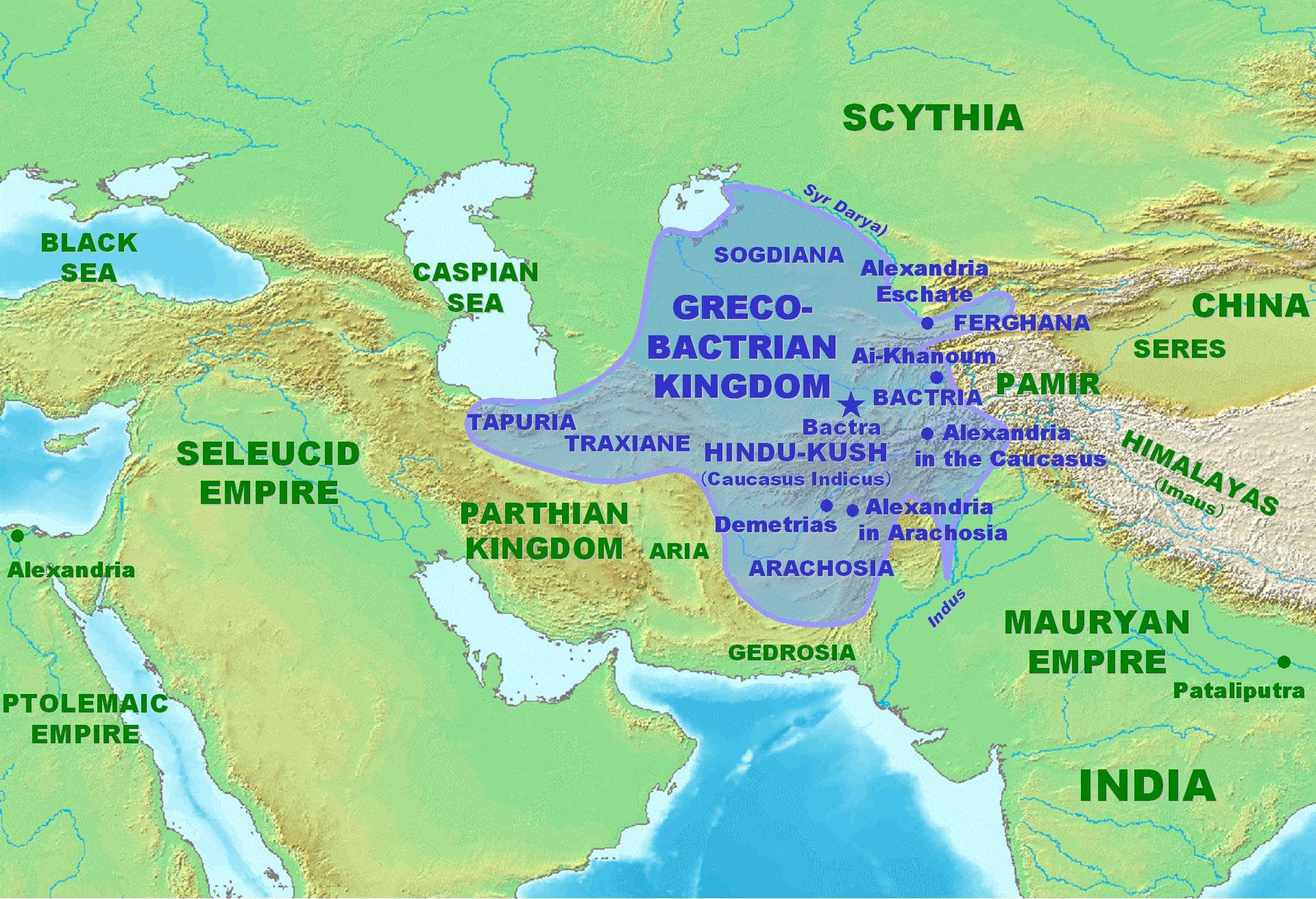
A Görög-Bactrian királyság térképe

Miután a Perzsa Birodalmat Nagy Sándor legyőzte, Baktria, Szogdia, Merv a Makedón világbirodalom része lett. Szogdániai Roxana Nagy Sándor első felesége lett. Ez azért különlegesség, mert Szogdánia a mai Tádzsikisztánban van. Nagy Sándor halála után birodalma összeomlik,a mai Tádzsikisztán helyén pedig létrejön a Görög-Baktriai Királyság. Fővárosuk, Yuezhi a mai Dusanbe helyén volt. A birodalom Kr. e. 90 táján szűnt meg.

### Kusán Birodalom (i. e. 30 – 410 körül)

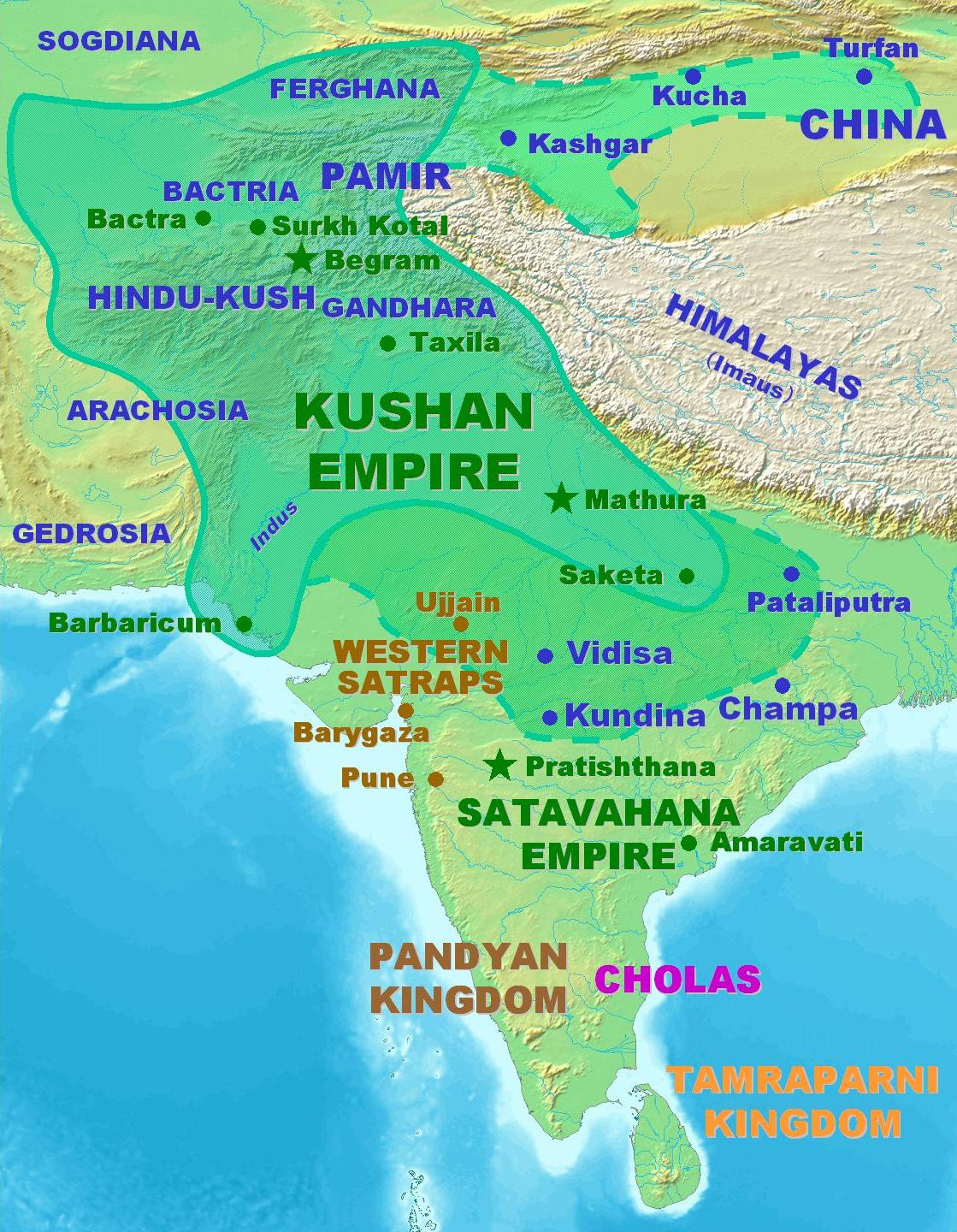
Kusán Birodalom

A következő 400 évben a Kusán Birodalom volt a legfőbb hatalom a térségben, de a kínai Han-dinasztia is magának követelte a területet (sikertelenül). A 2. Században az újonnan kialakított selyemút vezetett át rajta. A végefelé a birodalom területe csökkent, és az Újperzsa birodalom is betört Tádzsikisztánba. Kanishka király birodalmában bevezette a buddhizmust, ezzel a mai Tádzsikisztánban is elterjedt a buddhista vallás. Kanishka Kr. u. 70 körül uralkodott.

### A Szásszánidák, Fehér hunok,Törökök(224–710)

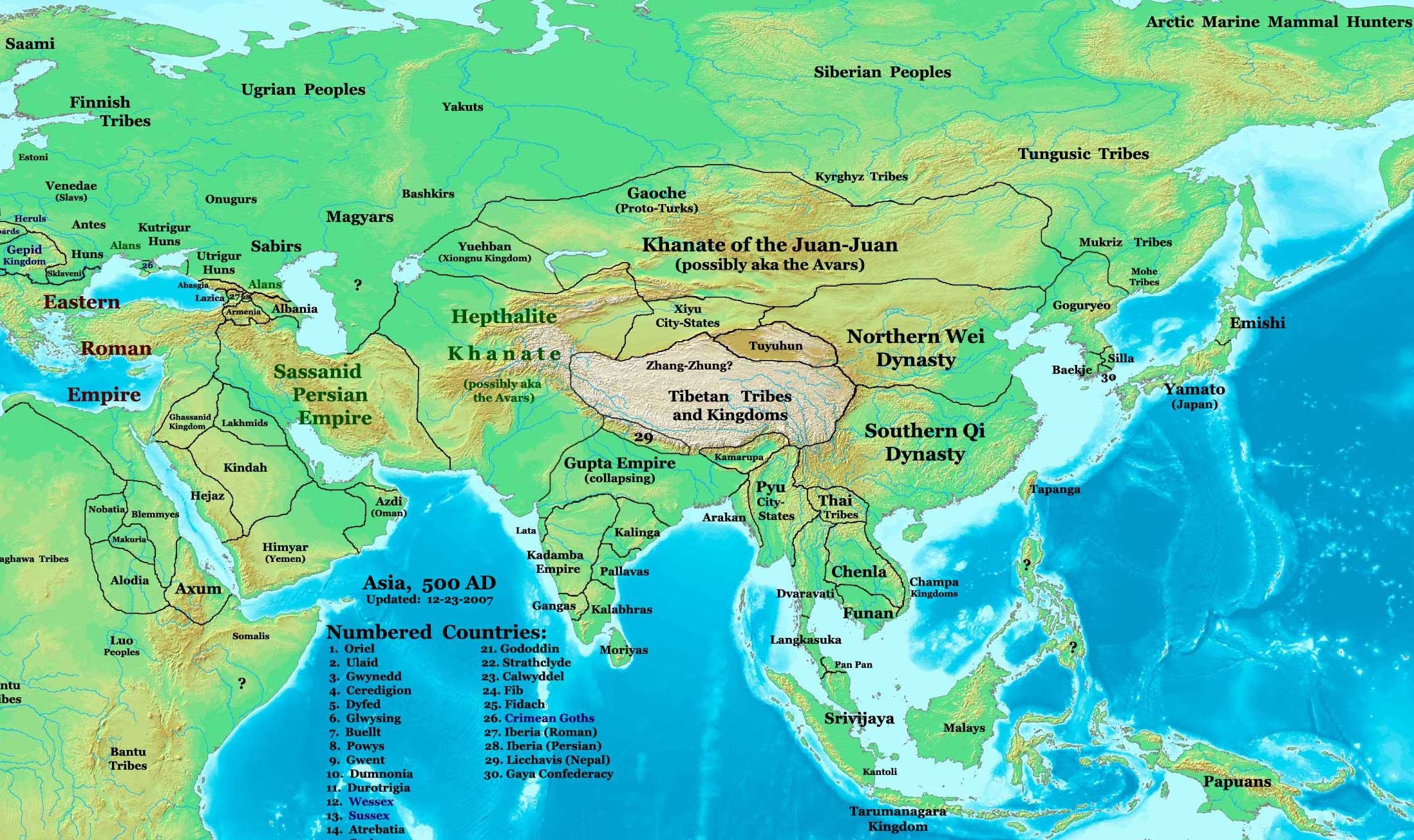
Ázsia 500 körül. Középen a folt a Fehér hunok birodalma.

A Szásszánidák egészen 450-ig tartották maguknál Tádzsikisztánt. I. Peroz fehér hun-fejedelem ekkor alapította meg birodalmát, amely egész Közép-Ázsiára kiterjedt, így a mai Tádzsikisztánra is. 
Létrehoztak egy hatalmas birodalmat, amely elérte, hogy Irán adófizető állam legyen. Az újperzsa bírodalom háromszor is vívott háborút velük, mindhárom ízben sikertelenül. A birodalom egészen a VI. század közepéig állt fenn. Ekkor a rövid életű Zsuanzsuan birodalom következett, majd az előtte ismeretlen törökök telepedtek meg itt. Az újperzsáknak azonban volt még egy utolsó erejük visszafoglalni Tádzsikisztánt, de 630 körül a törökök mégis bevonulnak Tádzsikisztánba. 710 körül az arabok foglalják el, így itt elkezdődik a tadzsik középkor.

## Középkori történelem (710–1506)

### Arab Kalifátus (710-867)

Arab birodalom

A Transoxániai fejedelemnek sohasem volt fénykora. Így 710-ben I. Válid kalifa elfoglalta Tádzsikisztáni, és az Omajjád kalifátus részévé szervezte. 750 körül az Omajjádokat az Abbászidák váltották fel. Az Arab Birodalom ekkor érte fénykorát, s 751-ben az arabok megverik a Tang-dinasztia vezette kínaiakat a térségben, ezzel az iszlám válik e régióban egyeduralkodóvá. 867-ben a tartomány helytartója létrehozta a magáról elnevezett Szamánida kalifátust.

### Szamánida Birodalom (819–999)

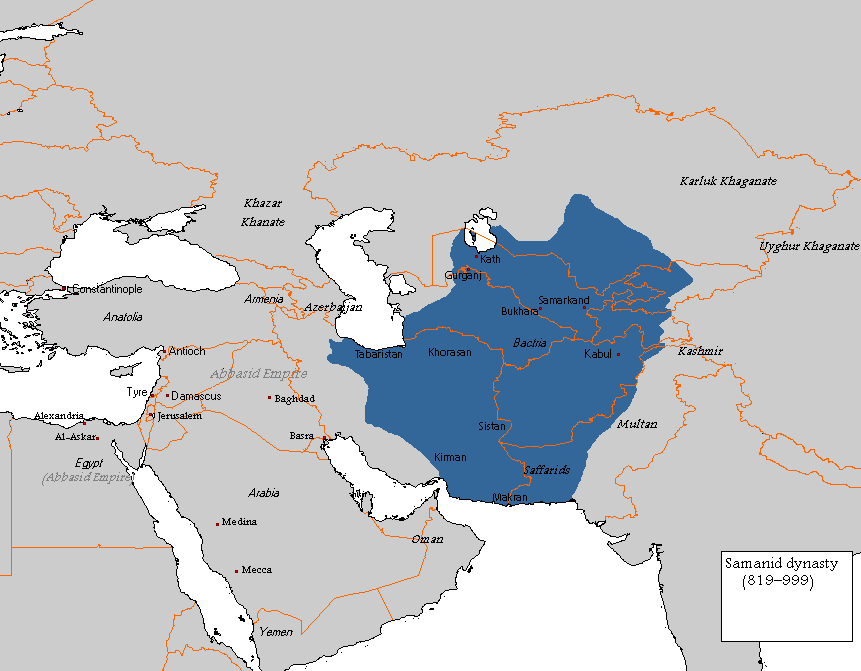
Szamánida birodalom

A friss helytartó, Saman Khoda (892-907) 892-ben hozta létre önálló kalifátusát. Ez a birodalom a mai Kelet-Irán, Tádzsikisztán, Türkmenisztán és Üzbegisztán területén helyezkedett el. A fővárosuk Buhara volt (mai Üzbegisztán). Utolsó uralkodójuk, Ismail Muntasir még megpróbált békét kötni a szomszédos országokkal, de egy arab beduin sátrában leszúrta. Halálával a Számánida kalifátus feloszlott.

### Interregnum (999–1218)
A Szamanida dinasztia bukása után Tádzsikisztán lakatlan terület lett.

### Mongol hódítás (1218-1370)
A Mongol Birodalom 1220 körül rohanta le Tádzsikisztánt.

### Timurid Birodalom (1370-1506)
Timur, alapítója a Timurid Birodalomnak, született április 8-án, 1336-ban Szamarkand közelében hozta létre a magáról elnevezett Timurid birodalmat. Miután egy folyóban megfulladt, elindult birodalmának hanyatlása. Birodalma 1506-ban, a Mogul birodalom létrejöttével megszűnt létezni.

## A korai modern történelem (1506–1868)

### Török hódítás (1506–1598)
1506 körül a birodalmat a törökök hódították meg. Alig kilencven év múlva I. Abbász perzsa sah hódította meg őket. I. Abbász 1629-es halála után ismét a török birodalom foglalta el Tádzsikisztánt.

### Perzsa, Bukharan hódítás (1740-1868)
1740-ben perzsia másodjára foglalta el Tádzsikisztánt. A helytartó Abu-Al-Faiz lett, akit Tádzsikisztán egyik zsarnokának tekintenek.
Nádir perzsa sah halála után utóda, Muhammad Rahim leváltotta Abu-Al-Faizt, és megadta az ország önállóságát. Ezt az ország nem sokáig őrizte meg, mert 1762-ben a Buharanok foglalták el.

## Modern Történelem (1868—1991)

### Orosz megszállás (1868-1920)
1868-ban II. Sándor orosz cár foglalta el Tádzsikisztánt. A teljes Közép-Ázsiát csak 1885-ben sikerült meghódítani. A tartomány első vezetője Konstantin Petrovics Von Kaufman volt.

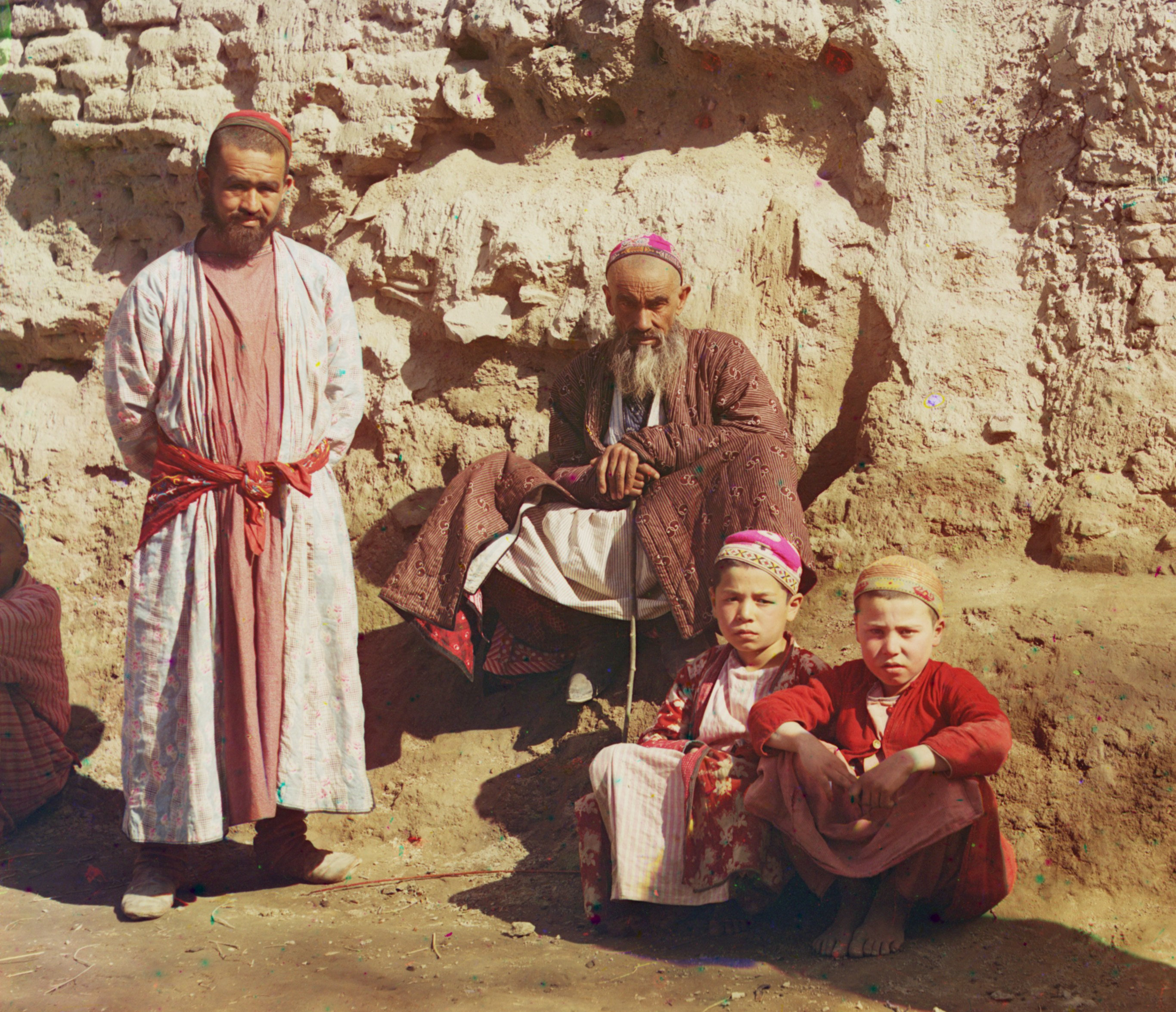
Tádzsik férfiak,1905

### Basmachi mozgalom (1916-1924)

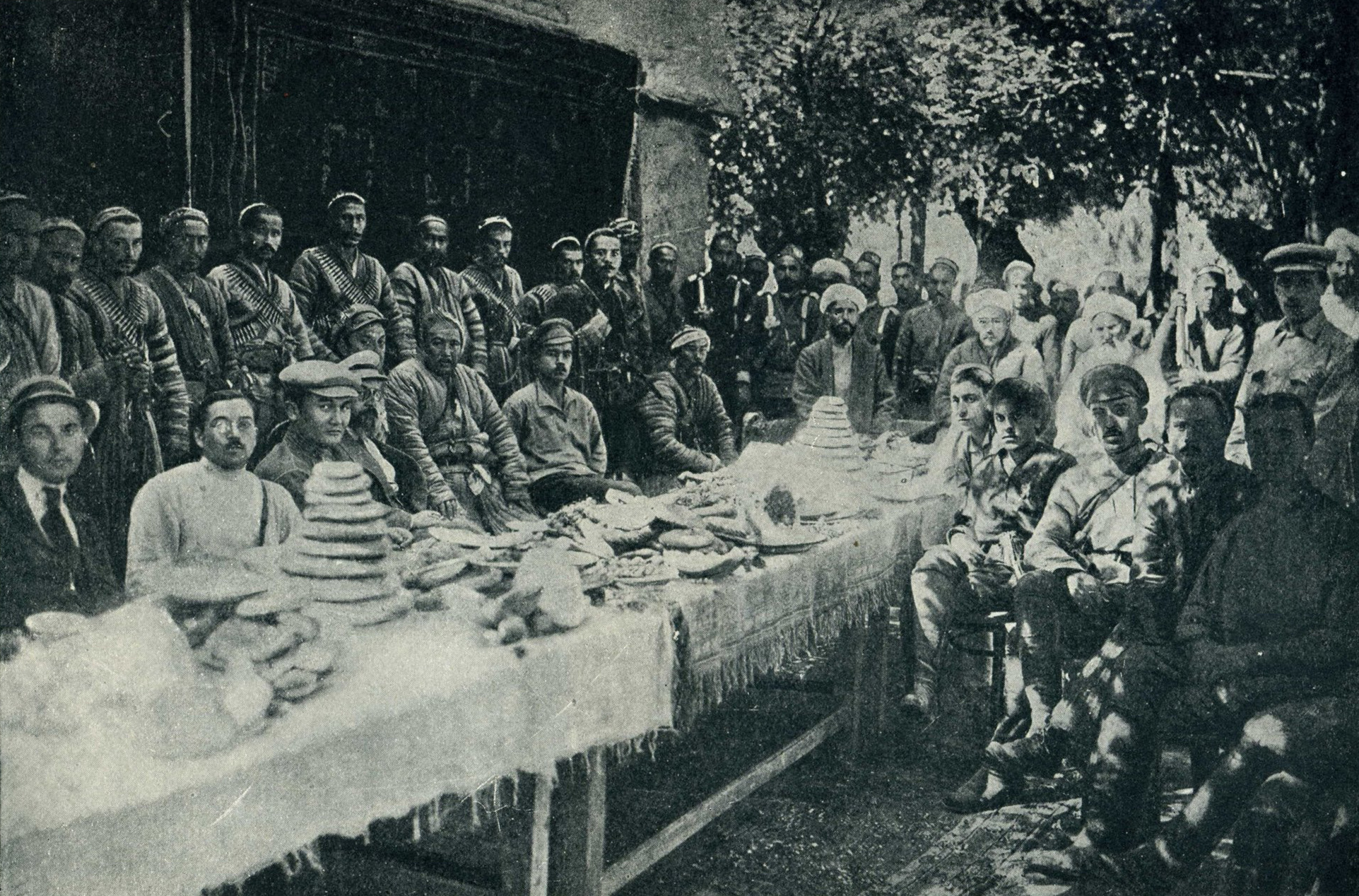
Szovjet tárgyalások,1921

A Basmachi-féle forradalom egy szabadságharc volt, ahol a tádzsikok próbáltak függetlenségi harcot kivívni Oroszországból. A nyolc évi harcot végül a Szovjetunió nyerte meg.
Következménye: Szovjet mezőgazdasági politikája elkerülte Tadzsikisztánt.

### A Szovjet Uralom (1920-1991)

A Tádzsik SZSZSZK zászlaja

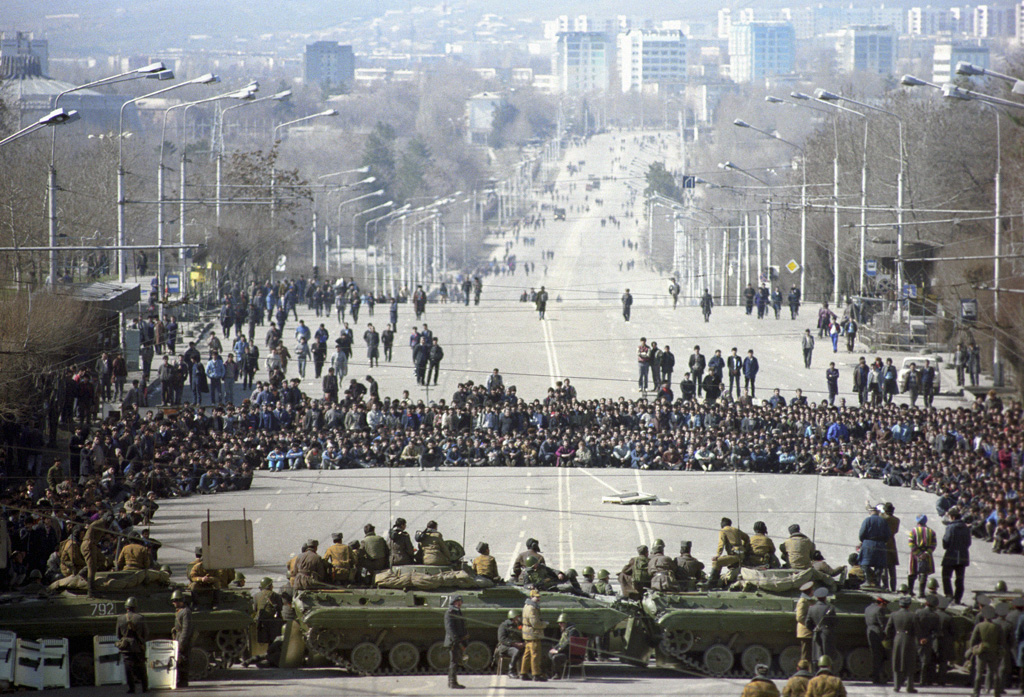
Tiltakozások Dushanbében, 1990. február

## Tádzsik köztársaság (1991-napjainkig)

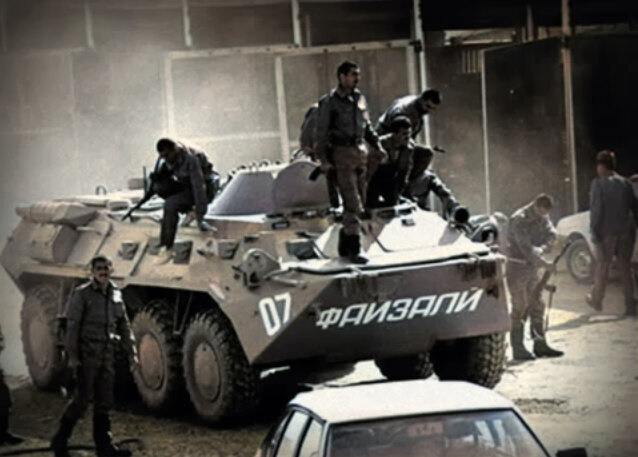
Orosz katonák Tádzsikisztánban,1992

A Tádzsik Szovjet Szocialista Köztársaság (SSR) között volt az utolsó köztársaság a Szovjetunióban, amely kinyilvánította a függetlenségét. Szeptember 9-én (1991) a Szovjet Szocialista Köztársaságok szövetségének összeomlását követően Tádzsikisztán kikiáltotta függetlenségét.
1992 és 1997 között véres polgárháború tombolt Tádzsikisztánban, amely szinte az egész országot romba döntötte.